# Il furto di gioielli al Grand Metropolitan
Il furto di gioielli al Grand Metropolitan è un racconto incluso in Poirot indaga, la prima raccolta di racconti di Agatha Christie con protagonista il piccolo e geniale investigatore belga Hercule Poirot, pubblicato per la prima volta nel Regno Unito nel 1924. 

## Trama
Poirot e Hastings stanno soggiornando all'hotel Grand Metropolitan a Brighton, dove incontrano il signore e la signora Opalsen. Lui è un agente di borsa diventato ricco grazie al boom del petrolio, e la moglie grazie a questi soldi colleziona gioielli. Una sera, a cena, la signora Opalsen decide di mostrare a Poirot delle perle, così si reca in camera per andare a prenderle. Lì l'amara scoperta, le perle sono sparite. La coppia chiede a Poirot di occuparsi del furto. Nella stanza sono entrate solo due persone da quando le perle sono state viste per l'ultima volta – la cameriera personale della signora Opalsen, Celestine, e la cameriera dell'albergo. Celestine doveva restare nella stanza per tutto il tempo in cui la cameriera dell'albergo era dentro. Le due donne vengono interrogate ed entrambe negano tutto e si accusano l'un l'altra. La camera ne ha un'altra contigua, in cui dorme Celestine, ed una porta con il saliscendi che conduce nella stanza accanto. Le due cameriere si erano controllate a vista per tutto il tempo, tranne in due brevi momenti durati al massimo 15 secondi durante i quali Celestine è andata nella sua camera – tempo insufficiente per prendere il cofanetto dei gioielli dal cassetto, aprirlo, prendere i gioielli e rimettere a posto il cofanetto. Le due ragazze vengono perquisite, ma non viene trovato niente. Anche le camere vengono setacciate, e alla fine le perle vengono ritrovate nel materasso di Celestine. Il caso sembra dunque chiuso, ma Poirot comunica a Hastings che i gioielli ritrovati sono falsi. L'investigatore quindi interroga di nuovo la cameriera del Grand Metropolitan e il cameriere che si occupava della stanza del signor Opalsen e chiede loro se hanno mai visto un pezzetto di carta bianca che mostra ad entrambi. I due negano. Poirot si reca a Londra e il giorno dopo, tornato a Brighton, comunica a Hastings e agli Opalsen la risoluzione del caso e il ritrovamento delle vere perle. La cameriera e il cameriere, infatti, sono due ladri di gioielli – il trucco del pezzetto di carta era per ottenere le loro impronte da consegnare a Japp per un controllo. Il cameriere era dall'altra parte della porta con il saliscendi e la cameriera gli aveva passato il cofanetto la prima volta che Celestine era andata in camera sua. La seconda volta, la cameriera aveva rimesso a posto il cofanetto nel cassetto, i cui cardini erano stati spennellati con della cipria in modo che scorressero senza fare alcun rumore. Le perle vengono trovate addosso al cameriere, e restituite alla signora Opalsen.

## Edizioni
- Agatha Christie, Il furto di gioielli al Grand Metropolitan, traduzione di Lidia Lax, collana Oscar Mondadori, Mondadori, 2006,  p. 236, ISBN 88-04-51610-0.